# Liste der Gouverneure von Tripura
Die folgende Tabelle listet die Gouverneure von Tripura mit jeweiliger Amtszeit auf. Tripura wurde am 15. Oktober 1949 Teil der Indischen Union und ab 1. November 1956 als Unionsterritorium unter Leitung eines Chief Commissioners verwaltet. Mit der Neugestaltung des Nordosten Indiens nach dem Bangladeschkrieg wurde Tripura wie auch Meghalaya und Manipur am 21. Januar 1972 ein Bundesstaat. Bis 1981 war der Gouverneur von Assam dann auch für diese drei Staaten zuständig, danach gab es bis 1989 einen gemeinsamen Gouverneur für Tripura und Manipur.
| #  | Name                                      | Amtsantritt        | Ende der Amtszeit  |
|    | Chief Commissioner                        |                    |                    |
| 1  | R. K. Ray                                 | 15. Oktober 1949   | 1951               |
| 2  | V. Nanjappa (1911–)                       | 1951               | 1955               |
| 3  | Hiralal Atal (1905–)                      | 1955               | November 1956      |
| 4  | Kalka Prasad Bhargava (1908–)             | November 1956      | Juli 1958          |
| 5  | Nagari Mohan Patnaik (1911–)              | Juli 1958          | 14. November 1962  |
| 6  | Shanti Priya Mukerjee (1914–)             | 15. November 1962  | 16. Januar 1967    |
| 7  | U. N. Sharma                              | 17. Januar 1967    | 4. November 1968   |
| 8  | Dilip Kumar Bhattacharya (* 1923)         | 5. November 1968   | 30. Januar 1970    |
| 9  | Anthony Lancelot Dias (1910–2002)         | 31. Januar 1970    | 7. August 1971     |
| 10 | Baleshwar Prasad (1914–1996)              | 8. August 1971     | 20. Januar 1972    |
|    | Governor                                  |                    |                    |
| 1  | Braj Kumar Nehru (1909–2001)              | 21. Januar 1972    | 22. September 1973 |
| 2  | Lallan Prasad Singh (1912–1998)           | 23. September 1973 | 13. August 1981    |
| 3  | Sayed Muzaffar Hussain Burney (1923–2014) | 14. August 1981    | 13. Juni 1984      |
| 4  | K. V. Krishna Rao (1923–2016)             | 14. Juni 1984      | 11. Juli 1989      |
| 5  | Sultan Singh (1923–2014)                  | 12. Juli 1989      | 11. Februar 1990   |
| 6  | K. V. Raghunatha Reddy (1924–2002)        | 12. Februar 1990   | 14. August 1993    |
| 7  | Romesh Bhandari (1928–2013)               | 15. August 1993    | 15. Juni 1995      |
| 8  | Siddheshwar Prasad (1929–2023)            | 16. Juni 1995      | 22. Juni 2000      |
| 9  | Krishna Mohan Seth (* 1939)               | 23. Juni 2000      | 31. Mai 2003       |
| 10 | Dinesh Nandan Sahay (1936–2018)           | 2. Juni 2003       | 14. Oktober 2009   |
| 11 | Kamla Beniwal (1927–2024)                 | 15. Oktober 2009   | 26. November 2009  |
| 12 | Dnyandeo Yashwantrao Patil (* 1935)       | 27. November 2009  | 24. März 2013      |
| 13 | Devanand Konwar (1934–2020)               | 25. März 2013      | 29. Juni 2014      |
| 14 | Vakkom Purushothaman (1928–2023)          | 30. Juni 2014      | 14. Juli 2014      |
| 15 | Padmanabha Acharya (1931–2023)            | 21. Juli 2014      | 19. Mai 2015       |
| 16 | Tathagata Roy (* 1945)                    | 20. Mai 2015       | 25. August 2018    |
| 17 | Kaptan Singh Solanki (* 1939)             | 25. August 2018    | 28. Juli 2019      |
| 18 | Ramesh Bais (* 1947)                      | 29. Juli 2019      | 13. Juli 2021      |
| 19 | Satyadev Narayan Arya (* 1939)            | 14. Juli 2021      | im Amt             |